# 옌안시
옌안(중국어 간체자: 延安, 병음: Yán'ān 한국 한자음: 연안[*])은 중화인민공화국 산시성의 시이다. 인구 약 210만 명이다. 중국 공산군 장정의 종착지라서 중화인민공화국에서는 혁명의 성지로 여긴다.
연안은 섬서성 북부에 있는 도시이다. 이 도시는 중국 노농적군 2만 5천리 장정의 종점이다. 그리고 1935년부터 1948년까지 중국공산당의 근거지였다는 이유로, “혁명의 성지”라 불린다. 주요 명소로는 보탑, 동굴집 등, 중국 공산당 역사의 옛터였던 모습을 간직하고 있다. 근처에는 황제릉, 황하 호구폭포(이촨현 소재) 등 인문 자연경관이 있다.

## 역사
옌안의 땅은 옛날에는 이민족에 의한 국가가 존재하고 있었다. 강왕(康王) 25년의 청동기 소우정에 「우공귀방」(盂攻鬼方)이라고 있어, 귀방이 현재의 옌안 부근을 나타낸다고 추측된다. (주역)
춘추시대에는 백적(白狄)으로 불리는 이민족이 방목을 주된 생업으로 하며 지배 세력이 되었으며, 진나라의 중이(重耳)가 유랑해 현재의 옌안의 땅에 가까스로 도착했다고 한다.
전국시대에 들어가면서 진나라와 위나라의 항쟁의 장소가 되어, 일대를 영유한 진나라는 고노현(高奴縣)을 설치했다. 거의 현재의 옌안시에 위치한다고 한다.
진(秦)에 의한 통일 후도, 함양 혹은 장안(長安)의 북변의 방위 거점으로서 중요한 위치에 있어, 계속 고노현이 설치되어 있었다.
한나라 때에도 고노현은 계속 설치되어 있어 《한서》 지리지에는 “고노현에 유수(洧水)가 있어, 잘 탄다”라는 설명이 있다. 이것이 중국의 사서에 나오는 석유의 처음 기술이 된다. 그 후, 6세기 서위 폐제(廢帝)의 대에 연주(延州)가 설치되어 이후 고노현의 명칭은 사라진다.
수나라 대에 연주가 연안으로 개칭되어 현에서 군으로 개편되었다. 이후 이 땅은 옌안으로 불리게 된다.
무엇보다도 옌안을 유명하게 만든 것은 중국혁명의 일대 사건인 장정의 종착지이며, 마오쩌둥은 옌안의 석굴에서 살며 항일 전선을 지휘 하여, 이 사적은 혁명의 성지로 되어 있다. 마오쩌둥은 공산당 세력의 확대와 자신의 권력 기반의 구축에 힘썼다.
1936년 6월에 마오쩌둥이 인솔하는 중국공농홍군 섬감지대가 옌안에 들어갔다. 이후, 1930년대부터 1940년대에 걸쳐 항일군정대학, 노신예술학원, 옌안대학 등 사상 면의 강화도 포함해 근거지 건설이 진행되었다. 공산당은 이 땅에서 「정풍운동」이라고 불리는 사상 통제 운동을 실시했다.
1997년에 중국 국무원은 옌안 지구 행정총서를 철폐하고, 산시 성 관할의 옌안 시 성립을 결정하였다.

## 지리
옌안은 섬서성의 북부의 황토고원 지대에 위치하며, 현재의 기후는 대륙성 기후로 사계는 뚜렷하지만 건조하다. 황하 주류의 최대 폭포인 호구 폭포(壺口瀑布)가 있다.
연평균 기온은 7.7℃~10.6℃이고 강수량은 약 500mm, 무상일수는 170일이다.
| 옌안시의 기후                                                 | 옌안시의 기후 | 옌안시의 기후 | 옌안시의 기후 | 옌안시의 기후 | 옌안시의 기후 | 옌안시의 기후 | 옌안시의 기후 | 옌안시의 기후 | 옌안시의 기후 | 옌안시의 기후 | 옌안시의 기후 | 옌안시의 기후 | 옌안시의 기후 |
| 월                                                            | 1월           | 2월           | 3월           | 4월           | 5월           | 6월           | 7월           | 8월           | 9월           | 10월          | 11월          | 12월          | 연간          |
| ------------------------------------------------------------- | ------------- | ------------- | ------------- | ------------- | ------------- | ------------- | ------------- | ------------- | ------------- | ------------- | ------------- | ------------- | ------------- |
| 역대 최고 기온 °C (°F)                                        | 16.6 (61.9)   | 23.8 (74.8)   | 27.6 (81.7)   | 34.4 (93.9)   | 36.5 (97.7)   | 37.5 (99.5)   | 38.3 (100.9)  | 36.9 (98.4)   | 37.5 (99.5)   | 29.7 (85.5)   | 25.5 (77.9)   | 18.0 (64.4)   | 38.3 (100.9)  |
| 일평균 최고 기온 °C (°F)                                      | 2.3 (36.1)    | 7.3 (45.1)    | 13.3 (55.9)   | 21.1 (70.0)   | 25.8 (78.4)   | 29.7 (85.5)   | 30.5 (86.9)   | 28.4 (83.1)   | 23.7 (74.7)   | 18.1 (64.6)   | 11.1 (52.0)   | 4.3 (39.7)    | 18.0 (64.3)   |
| 일일 평균 기온 °C (°F)                                        | −4.9 (23.2)   | −0.2 (31.6)   | 5.8 (42.4)    | 13.1 (55.6)   | 18.2 (64.8)   | 22.3 (72.1)   | 24.0 (75.2)   | 22.2 (72.0)   | 17.0 (62.6)   | 10.5 (50.9)   | 3.4 (38.1)    | −2.9 (26.8)   | 10.7 (51.3)   |
| 일평균 최저 기온 °C (°F)                                      | −10.3 (13.5)  | −5.8 (21.6)   | −0.1 (31.8)   | 6.3 (43.3)    | 11.3 (52.3)   | 15.7 (60.3)   | 18.8 (65.8)   | 17.5 (63.5)   | 12.3 (54.1)   | 5.2 (41.4)    | −1.8 (28.8)   | −7.8 (18.0)   | 5.1 (41.2)    |
| 역대 최저 기온 °C (°F)                                        | −21.4 (−6.5)  | −19.8 (−3.6)  | −15.4 (4.3)   | −6.3 (20.7)   | −0.1 (31.8)   | 5.5 (41.9)    | 10.1 (50.2)   | 8.7 (47.7)    | 0.6 (33.1)    | −8.1 (17.4)   | −17.0 (1.4)   | −23.0 (−9.4)  | −23.0 (−9.4)  |
| 평균 강수량 mm (인치)                                         | 3.2 (0.13)    | 5.3 (0.21)    | 14.6 (0.57)   | 25.6 (1.01)   | 41.0 (1.61)   | 64.1 (2.52)   | 100.6 (3.96)  | 110.0 (4.33)  | 69.1 (2.72)   | 38.4 (1.51)   | 14.7 (0.58)   | 2.4 (0.09)    | 489 (19.24)   |
| 평균 강수일수 (≥ 0.1 mm)                                      | 2.4           | 3.0           | 4.6           | 5.9           | 7.8           | 9.0           | 12.0          | 11.1          | 9.8           | 8.1           | 3.9           | 2.0           | 79.6          |
| 평균 강설일수                                                 | 4.3           | 4.0           | 2.9           | 0.5           | 0             | 0             | 0             | 0             | 0             | 0.3           | 2.4           | 3.6           | 18            |
| 평균 상대 습도 (%)                                            | 54            | 51            | 49            | 44            | 49            | 56            | 67            | 72            | 72            | 68            | 60            | 54            | 58            |
| 평균 월간 일조시간                                            | 196.5         | 188.2         | 218.8         | 242.5         | 262.6         | 251.6         | 231.0         | 213.7         | 176.0         | 190.8         | 191.3         | 192.3         | 2,555.3       |
| 가능 일조율                                                   | 63            | 61            | 59            | 61            | 60            | 57            | 52            | 52            | 48            | 55            | 63            | 64            | 58            |
| 출처: 중국기상국 (평년값: 1991년~2012년, 극값: 1971년~2000년) |               |               |               |               |               |               |               |               |               |               |               |               |               |

## 행정 구역
2시할구 12현으로 구성된다
| 옌안 시 현급 행정구역 | #        | 이름   | 간자     | 면적(km2) | 인구(명) |
| --------------------- | -------- | ------ | -------- | --------- | -------- |
|                       |          |        |          |           |          |
| 시할구                |          |        |          |           |          |
| 1                     | 바오타구 | 宝塔区 | 3,540.69 | 409,800   |          |
| 3                     | 안싸이구 | 安塞区 | 2,950.41 | 166,200   |          |
| 현                    |          |        |          |           |          |
| 2                     | 쯔창 현  | 子长县 | 2,395.14 | 251,400   |          |
| 4                     | 즈단현   | 志丹县 | 3,762.45 | 135,400   |          |
| 5                     | 우치현   | 吴起县 | 3,791.23 | 123,500   |          |
| 6                     | 간취안현 | 甘泉县 | 2,284.63 | 79,800    |          |
| 7                     | 푸현     | 富县   | 4,180.35 | 148,600   |          |
| 8                     | 황링현   | 黄陵县 | 2,290.02 | 123,700   |          |
| 9                     | 뤄촨현   | 洛川县 | 1,798.76 | 202,100   |          |
| 10                    | 황룽현   | 黄龙县 | 2,752.34 | 48,800    |          |
| 11                    | 이촨현   | 宜川县 | 2,931.19 | 116,300   |          |
| 12                    | 옌창현   | 延长县 | 2,368.28 | 144,200   |          |
| 13                    | 옌촨현   | 延川县 | 1,984.97 | 185,100   |          |

## 교통
공항
- 옌안 이십리보공항에서는 베이징, 시안과 공로로 연결되고 있다.

철도는 위린시 선무시와 옌안 시를 잇는 신옌선(神延線)과 시안시와 옌안 시를 잇는 시옌선(西延線)이 있다.

## 관광
혁명 관련의 관광지가 많다
- 옌안 혁명기념관(延安革命記念館)
- 충칭 중앙서기고적(中京中央書記旧跡)
- 마오쩌둥 옛 집(毛沢東旧居)

역사·문화 관련의 관광지
- 황제릉(黄帝陵)
- 바오타 산(宝塔山)
- 옌안 민족문화촌(延安民族文化村)
- 뤄촨 민족박물관(洛川民族博物館)

## 같이 보기
- 팔로군
- 장정